# Educació en el lleure
L'educació en el lleure és un conjunt d'activitats que es duen a terme en el temps lliure dels infants i/o adolescents amb la finalitat d'aprendre i adquirir competències i habilitats fent-los protagonistes de la seva pròpia vida i actius i participatius socialment fora de l'àmbit escolar.
A Catalunya es vetlla per una educació en el lleure de qualitat i per això és necessària la formació dels monitors/es i directors/es d'aquest tipus d'educació, un bon espai per les activitats, com poden ser unes bones instal·lacions, i una bona formulació d'activitats per a l'aprenentatge dels joves menors de 18 anys.
Aquest estil d'educació és una forma alternativa d'aprenentatge en l'àmbit quotidià, que ajuda als joves a créixer i desenvolupar-se en llibertat i convivència d'una manera més dinàmica i divertida, com per exemple realitzant tallers de joc, projectes i viatges per aprendre valors que no aprendrien en situacions externes al lleure.

## Història de l'educació en el lleure
Els orígens de l'educació en el lleure van sorgir a Suïssa al segle xx, amb totes les necessitats bàsiques cobertes i amb un bon sistema educatiu. Un grup de pedagogs de l'època volien trobar una manera per complementar l'educació en coneixements que hi havia en aquell moment a través del treball de valors fora de l’horari escolar i familiar. Aquests valors, sobretot, de convivència i respecte els fomentaven a través de campaments amb la pròpia convivència. Un dels campaments en els quals es van inspirar va ser l’illa de Brownsea (Anglaterra), on va tindre lloc el primer campament Scout en 1907 amb vint joves d’entre 10 i 16 anys, organitzat per Robert Baden Powell.
Aquesta proposta metodològica no es va dur a terme de forma organitzada als Estats Units, però els va influenciar, a més d'altres països la iniciativa del model alemany que va ser l'Alemanya nazi on transmetien als joves idees històriques associades amb el nazisme.
A França van decidir posar en marxa aquest model Suís, que funcionava a través de la pràctica en diferents països europeus, però en aquest cas fomentant els valors basats en la llibertat, igualtat i fraternitat, així convertint-se en un model Francès que també es va expandir a altres països.
A Espanya, es portaven a terme campaments i colònies introduint els dos models explicats anteriorment: el model alemany i el model francès, en aquest cas a Catalunya.
A partir dels anys 80 el model alemany va entrar en crisi, ja que es va començar a imposar més el model francès, ja que tenia una visió més moderna i més encaminada cap als valors educatius i les activitats en el lleure.

## L'educació en el lleure a Catalunya[5]
Anterior als anys 80, les activitats de lleure eren promocionades per entitats vinculades a l'esplai o a l'escoltisme, aquestes es desenvolupaven els caps de setmana o a les vacances, com colònies, campaments, casals, etc.
A partir dels anys 80 s'iniciaren nous serveis a la població, entre aquests hi havia activitats dirigides a la infància, a l'adolescència i a la joventut.
Al llarg dels 30 anys, han aparegut noves realitats, ja sigui les institucions que les desenvolupen com la pròpia visió de l'activitat. Actualment podem trobar com a espai de lleure, tot i que encara no es poden determinar com a tals, per exemple ludoteques, centres oberts, activitats extraescolars, menjadors escolars, centres d'atenció diària, corals infantils, esport infantil, servei d'atenció en horari no escolar, espais familiars, etc. Aquesta educació en el lleure ha rebut altres denominacions com educació en el lleure de base comunitària, associacionisme educatiu o educació no formal, ja que cadascuna cobreix les diverses realitats actuals.
A Catalunya es fixa algunes dades específiques segons la Direcció general de Joventut:
- 100.000 infants i joves
- 19.000 monitors i caps
- 1.100 centres d'esplai i agrupaments
- 100 casals de joves

### Característiques de les entitats de l'educació en el lleure
L'educació ha de tenir una intencionalitat educativa amb uns objectius clars a treballar dirigit per monitors/es i caps, i en alguns casos les mateixes famílies. Pel que fan les activitats han de desenvolupar-se en un temps i un espai fora de les activitats obligatòries, per tant aquestes seran voluntàries. Una de les finalitats d'aquesta educació és que els nens s'integrin a la societat en tots els àmbits, sigui escolar, familiar o per fomentar la companyonia. Promou la participació dels infants tant com a l'entitat o en el seu barri o poble generalment l'aprenentatge és sobre com implicar-se i relacionar-se per prendre decisions compartides.
En aquesta educació, els infants tenen un paper molt important en les activitats, participen en el seu aprenentatge i avaluació fent-se protagonistes d'aquestes. Aquestes activitats es realitzen de forma grupal treballant la quotidianitat, sense oblidar l'atenció individualitzada.
Un dels objectius d'aquesta educació és transmetre els valors i oferir experiències més humanitzadores i transformadores socials per a la utilització d'un temps de lleure diferent.
L'entorn és un element educatiu clau de primer ordre, ja sigui a través d'activitats solidàries, de descoberta de l'entorn o de participació en la comunitat.
Les entitats són sense ànim de lucre amb l'ajuda de l'economia social.
Segons el primer estudi sobre l'oci infantil de la CCAA de Madrid, el lleure ha de ser actiu, voluntari, lliure i divertit.

## Beneficis del lleure
Aquesta disciplina ajuda a combatre i superar malalties, ja que l'educació en el lleure comporta una serie d'activitats beneficiaries per algunes malalties, com poden ser activitats fisiques.
S'ha demostrat que fomentar l'activitat física dona molts beneficis para la salut física preveient una varietat d'afeccions mèdiques i cròniques subjacents i també és eficaç pel tractament de problemes de salut mental.
Un estudi realitzat per Wiles diu que els joves físicament actius tenen menys probabilitats de presentar símptomes de depressió i també que les persones amb depressió passen més temps participant en activitats sedentàries com per exemple, jugar a videojocs, mirar la televisió. L'activitat física lluita contra els símptomes de la depressió i l'ansietat perquè dona suport social, augmenta l'autoestima i genera un sentiment d'assoliment.
Per això, gràcies a l'educació al lleure dona una oportunitat als nens/es perquè fomentin l'activitat física i els fa que deixin de banda unes hores, amb aquestes activitats, el món de les tecnologies i que no agafin depressió ni ansietat.

## Paper de l'educador[7]
És impresindible obtenir eines personals perquè els educadors puguin esdevenir agents promotors de la convivència entre cultures.
La formació és un bon mitjà per obrir mentalitats i treballar els prejudicis que tenim quan ens relacionem amb altres persones. Ens permet conèixer tècniques de treball pedagògic i lúdic per potenciar valors de la cooperació, el respecte i la convivència, i facilita la gestió de recursos de què disposem per dur a terme aquestes activitats i per conèixer tècniques per avaluar i contrastar de manera continuada el resultat propi del treball.
La perspectiva transeversal és imprescindible per treballar els continguts d'educació en la diversitat en la formació de monitors. Aquesta persepectiva transveral s'ha de combinar amb la formació específica, ja que hi ha una sèrie de conceptes i continguts referents a la immigració i a la relació entre cultures que s'han de conèixer i treballar particularment.
A més, hi ha uns continguts que cal afegir a la formació de monitors: la promoció de la persona i l'autoconeixement, el desenvolupament de l'autoestima de l'infant, la dinamitzacióde grups, la resolució de conflictes i el conèixement d'altres cultures i mentalitats.

## Paper de l'educació en el lleure de cara als immigrants
La migració ha estat un fet constant fins als nostres dies. Aquesta realitat és més clara en el cas de Catalunya, per la seva triple condició de país ibèric, mediterrani i europeu i per la seva història particular. Per aquesta raó, el fenomen de les migracions cal reflexionar-ho per poder parlar d'educació intercultural.
Considerar el fet de la diversitat com una característica de la persona humana i un element essencial en el desenvolupament personal són dos elements clau per educar en la diversitat. La diversitat és un element enriquidor que possibilita el creixement. Per tant, lluny de considerar-la un problema, la diversitat és desitjable i la interacció entre les persones és un aspecte que cal potenciar. A la pràctica, com a educadors i educadores, caldria intentar millorar les relacions interpersonals en el si de grups intencionadament heterogenis, utilitzant estratègies de cooperació i d'ajuda mútua.
Una societat que vulgui ser receptora d'immigrants ha d'esdevenir una societat acollidora. Per aquesta raó, és exigible que la societat acollidora disposi de condicions dignes d'assentament (habitatge, ensenyament, sanitat, serveis, etc.). També exigeixen l'existència d'espais de relació intercultural, i que se situïn a un mateix nivell les condicions i oportunitats de tots els membres de les diferents cultures que estan relacionades. A més dels espais de relació intercultural, és convenient la creació d'espais de debat.
Segons dades del sistema d’indicadors sobre la joventut a Catalunya, l’associacionisme juvenil entre els 15 i 19 anys està quasi al 36%. A més per als joves l’oci és un dels aspectes important o molt important de la seva vida, amb una consideració superior al 90%.
Pel que fa a la presència d'infants i joves d'origen immigrant a l'educació en el lleure, correspon a un 5,5% segons una I Enquesta sobre immigració i interculturalitat a les entitats d'educació en el lleure de Catalunya. Aquesta enquesta però, només recull un nombre reduït d'entitats, concretament unes entitats adherides als moviments d'educació en el lleure i altres institucions d'acció social, que concentren la major part de fills i filles d'origen immigrat. En les dades extretes de l'enquesta han pogut veure que un 5,8% de les entitats d'educació en el lleure de Catalunya concentren el 52,5% d'infants d'origen immigrant.

## Metodologies i activitats[10]
En l'educació en el lleure es realitzen activitats tant en l'àmbit de l'educació formal com l'educació no formal. Les activitats es classifiquen segons l'espai on es realitzen; tenim les intervencions educatives en el lleure dins del sistema educatiu. Trobem aquest tractament de l'educació en el temps lliure dins el mateix curriculum escolar i també des de l'escola, com per exemple: activitats de colonies escolars, visites a granges escola o escola de natura, etc.

### Activitats extraescolars
En l'àmbit de l'educació formal, l'escola porta a terme programes d’activitats extraescolars, relacionades amb el seu currículum educatius, com poden ser colònies escolars, visites a granges escola, etc.)
En l’àmbit de l'educació no formal, però des de l'escola, també s'organitzen activitats anomenades extraescolars. Normalment, les organitzen l’AMPA (associació de mares i pares dels alumnes). Aquestes, es duen a terme fora de l’horari escolar. Les activitats les duen a terme diferents professionals, en funció del tipus d’activitat de què es tracti, contractats per l’AMPA. El finançament s'obté de les quotes de les famílies membres de l’AMPA i dels infants que assisteixen a l’activitat.
També hi ha entitats i empreses privades dedicades a oferir activitats als infants fora de l’horari escolar.
Les activitats extraescolars es poden classificar en dos blocs:
- Activitats de formació: Activitats d’idiomes i d’informàtica. Permet als alumnes reforçar o millorar els coneixements adquirits a l’aula.
- Activitats artístiques: L’oferta d’aquestes activitats pot ser molt variada (teatre, plàstica, música, dansa, etc.). Els aspectes que més es treballen són l'expressió i la capacitat creadora. Fomenten la imaginació, la comunicació i la destresa manual i visuals.

### Sortides
Els educadors han d'utilitzar els recursos de l'entorn per fer sortides, excursions i visites, cosa que implica obrir-se a les diverses experiències que ofereix l'ambient i tenir un contacte directe amb l'entorn. En l'educació infantil, les sortides a l'entorn natural proper són un requisit necessari per assolir els objectius educatius de l'etapa. Aquestes activitats són motivadores, col·laboren en l'aprenentatge constructivista i es basen en el joc.
El paper de l'educador durant la sortida:
- Acompanyar els infants, escoltar-los i orientar-los.
- Vetllar per la seguretat dels infants a càrrec seu.
- Estimular l'observació i la recerca per part dels infants i incitar la seva creativitat.
- Actuar en casos de conflictes.
- Respectar i fer respectar el medi ambient.

Les excursions organitzades des d'entorns no formals:
És l'equip de monitors qui planifica i organitza l'excursió per seguir tots una mateixa metodologia i criteris educatius. Generalment s'utilitza com a metodologia general en les excursions la metodologia activa basada en l'aprenentatge per descobriment a partir de l'observació del medi ambient. En l'elecció del lloc s'ha de tenir molt en compte les característiques del grup d'infants, com ara el nombre de participants, si hi ha cap infant amb alguna discapacitat, l'edat, ja que condiciona la seva capacitat física.

### Campaments
Els campaments són una activitat que consisteix en una estada en un entorn natural en tendes de campanya. Són un servei que exigeix un esforç físic d'adaptació a causa de les condicions que viuen (que són molt diferents de les que estan acostumats) i donen l'oportunitat de viure en contacte amb la natura. El campament és un recurs idoni per educar el caràcter, l'esforç i la superació personal dels infants.
Existeixen dos tipus de campaments segons el lloc on es puguin emplaçar:
- Campaments preinstal·lats totalment o parcialment en zones habilitades per a aquesta activitat.
- Campaments mòbils que els infants ajudaran a muntar.

Els objectius del campament:
- Capacitar els infants per a l'adaptació a un estil de vida més auster.
- Educar l'infant en valors com: la solidaritat, l'esforç, la superació personal i el caràcter.
- Posar-lo en contacte directe amb la natura.

### Casals de vacances
Els casals de vacances és un servei que ofereix als infants el desenvolupament d’activitats lúdiques i manuals en el seu entorn habitual de dilluns a divendres en època d’estiu. És un servei molt flexible, ja que permet als professionals que hi participen adaptar-se fàcilment a la quantitat, les característiques i la dispersió d’edats dels participants.
A l’hora d’organitzar-les, és important tenir en compte que han de tenir un contingut educatiu ben diferenciat del de l'educació formal.
L’objectiu principal dels casals és educar per la convivència, el respecte i la tolerància amb una metodologia activa i participativa basada en el joc i l’animació sociocultural. I per aconseguir-ho, posen a l’abast una sèrie d’activitats lúdiques generalment relacionades amb els temes transversals.
Activitats:
Les activitats que es porten a terme són molt variades i accessibles a tots els participants.
Podem estructurar les activitats en les categories següents:
- Activitats relacionades amb el temps destinat a l’acolliment i el comiat dels infants.
- Els jocs. Caldrà afavorir els jocs de grup i deixar prou temps per als jocs de pati lliures.
- Sortides i excursions fora de l’ambient habitual del casal.
- Treball d’hàbits per potenciar la responsabilitat dels infants, com ara els hàbits d’ordre i de neteja.
- Les festes, tant durant la vida del casal com en la seva cloenda.

Racó de reflexions, que es durà a terme en algun moment del dia per tal de revisar tot el que s'ha fet i plantejar solucions als problemes, si és que n’hi ha.

### Colònies d'estiu
Les colònies són activitats educatives que es fan en una casa de colònies o en una altra instal·lació autoritzada, ja preparada i habilitada per a aquesta funció.
Aquestes cases disposen d’espais diversificats: menjador, cuina, dormitoris, lavabos i sales diverses, i espais exteriors per fer-hi activitats.
El tipus d’activitats que es realitzen són similars a les que es fan als casals, tot i que es potencien especialment els jocs motors, les curses, el coneixement del medi natural com ara l’observació dels animals i les plantes, els cicles de la natura, l’astronomia, etc. Fomentant les activitats en grup i el desenvolupament de l’autonomia personal.
Activitats:
- Les activitats relacionades amb la vida quotidiana, que giren al voltant de les tasques domèstiques i de la rutina.
- Les activitats relacionades amb el contacte amb la natura, ja que es pot aprofitar com a recurs el medi natural que envolta la casa de colònies.
- Les activitats relacionades amb el descans o la relació espontània, deixant temps lliure perquè els infants puguin xerrar o fer allò que creguin més adient.

Les activitats relacionades amb la vida en grup, com és el cas de les assemblees, valoracions o vetllades que es realitzen en acabar el dia, com explicar un conte tranquil, cantar o dansar.

### Tallers
Els tallers tenen com a objectiu fonamental l’adquisició d’unes habilitats concretes per l’infant. Aquest servei pot ser un recurs independent o formar part d’un altre servei com poden ser unes colònies o un esplai en què algunes de les activitats hagin estat preparades com a tallers.
En funció de la durada de cada taller podríem establir una primera classificació segons que siguin tallers permanents o tallers de temporada.
El concepte de taller inclou tota mena d’activitats. Podem fer una classificació segons les matèries que es tracten:
- Tallers d’expressió plàstica i treballs manuals: Fang o guix, dibuix o pintura, etc.
- Tallers relacionats amb la natura: jardineria, cura d’animals, etc.
- Tallers relacionats amb l'expressió musical: confecció d’instruments musicals, danses, coral, etc.

## Fundacions i organitzacions

### Fundació Catalana de l'Esplai - Fundesplai
La Fundació Catalana de l'Esplai (Fundesplai) és una entitat sense ànim de lucre fundada l'any 1996 però amb orígens als anys 70 del segle xx. La missió de Fundesplai és "Educar els infants i joves, enfortir les entitats de lleure i el Tercer Sector, millorar el medi ambient i promoure la ciutadania i la inclusió social, amb voluntat transformadora." Fundesplai vol promoure la cooperació al Tercer Sector i donar respostes creatives als nous reptes socials i educatius. Aquesta activitat s'adreça a les associacions i iniciatives socials, a l'administració pública i en general a la societat.
El seu objectiu més fonamental és la promoció del lleure educatiu i l'educació en valors.
Valors
Fundesplai es regeix per diversos valors humans que orienten els objectius:
- Utopia
- Solidaritat
- Iniciativa
- Felicitat

Programes i projectes
Alguns exemples dels programes, projectes i serveis que desenvolupa Fundesplai són els següents:
- Activitats de lleure educatiu en l'àmbit escolar (Temps Educatiu del Migdia (menjador escolar), educació ambiental i emocional, sortides i tallers, casals d'estiu, extraescolars i acollides, colònies escolars, treballs de síntesi, acompanyament de les necessitats educatives especials, ...).
- Cases de colònies i albergs
- Accions d'ApS (Aprenentatge i Servei)
- Educació per a la salut i prevenció de drogodependències
- Cursos de formació (educació, acció comunitària, cuina i restauració, sostenibilitat, administració…)
- Suport als centres d'esplai
- Elaboració de materials de reflexió per al Tercer Sector
- Desenvolupament i suport associatiu: jurídic, econòmic, laboral, informàtic,...
- Inclusió social i igualtat d'oportunitats
- Educació digital

#### El suport als esplais
Un dels objectius de Fundesplai és donar suport als centres d'esplai de diverses maneres: creant materials pedagògics, oferint assessorament, seguiment, acompanyament i ajut; reforçant i reformulant el projecte educatiu dels centres d'esplai; ajudant els esplais a sistematitzar l'observació i l'adaptació de les activitats al seu entorn; facilitant l'accés a recursos de diferents tipus (cursos, informació, diners, espais, etc.); reforçant la figura del responsable pedagògic i de la reflexió sociopedagògica.

### Fundació PereTarrés
La Fundació Pere Tarrés és una organització sense ànim de lucre fundada el 1985. Aquesta fundació porta el nom del qual va ser el seu impulsor, Pere Tarrés. La tradició va continuar amb la Fundació Pere Tarrés, les seves finalitats fundacionals i el context social en el qual es desenvolupa la seva acció, marquen la missió, els fonaments, principis i valors.

#### Missió
- La promoció de la persona. Té com a finalitat la plena realització de la persona en la seva dignitat i dimensions.
- La seva acció té una clara dimensió educativa en els mitjans i en les finalitats.
- Donen importància a la construcció de la personalitat dels joves, opten pel lleure com a marc privilegiat per promoure l'educació en valors.
- L’acció social amb col·lectius amb necessitats específiques o més desafavorits o la promoció del desenvolupament comunitari només està al servei de la persona i del seu creixement.
- Només entenen l'educació com a educació en valors que formin a les persones.

#### Visió
- Aposten per ser un agent social transformador des de l’acció social i educativa directa, des d'entitats vinculades, des de la formació i des de la difusió de coneixements i reflexions.
- Volen ser una entitat autònoma, d’inspiració cristiana i eficient, que genera valor social i millores en la infància i altres col·lectius amb carències socials i que ajuda les entitats no lucratives d’interès general.
- Tenen una voluntat universalitzadora. Es plantegen un creixement significatiu en la dimensió i l’impacte de les seves accions i reflexions, tant en l’àmbit català i espanyol com, puntualment, a Iberoamèrica en els pròxims anys.

#### Formació dels infants i joves
En aquesta fundació veuen l'educació com una ajuda al desenvolupament de les potencialitats de la persona vers la seva plena realització, ja que l'ésser humà al llarg de la seva vida ha de tindre la capacitat de desenvolupar-se i de canviar. A més de l'escola i la família hi ha altres institucions dedicades a la formació i creixement dels infants i joves, com l'educació en el lleure (educació no formal) i els centres d'esplai. Aquesta intervenció educativa forma part de la missió d'aquesta fundació des d'una perspectiva evangelitzadora, ja sigui mitjançant l’acció directa, la formació d’educadors o l’impuls i la promoció de la intervenció socioeducativa.

### Fundació Carles Blanch
La Fundació Carles Blanch va ser fundada l'any 1995, com a resposta educativa, donant compromís a la formació i promoció humana i cultural dels infants i joves, on consideren els diferents àmbits de la persona i agents implicats en aquest procés. El seu objectiu és que els infants no només aprenguin coneixements, sinó també valors hàbits saludables i relacions equilibrades amb el seu entorn.

#### Missió
Aquesta fundació es compromet amb la formació i la promoció humana, social i cultural dels infants i joves, acompanyant els processos socioeducatius d'aquests i les seves famílies. El seu objectiu és fomentar, en els infants i joves, la capacitat de transformació de la seva realitat, el seu entorn i esdevenir agents de canvi per una societat més justa.

#### Visió
- Promoure un desenvolupament de les habilitats i competències dels infants i joves per una bona inserció social i laboral.
- És un centre que promou la formació en els joves en situació de vulnerabilitat.
- És reconegut per la comunitat educativa del país, per l'administració pública per les iniciatives privades de caràcter social i integrat en l'entorn.
- Disposa d'unes instal·lacions adequades pel desenvolupament dels projectes que realitzen.

#### Valors
Els valors que es fomenten en aquesta fundació són la qualitat, buscant l'excel·lència, saben ser i fer de manera coherent, eficaç i reflexiva, aconseguint així la millora continua. Un altre valor és el compromís social, on es busca la responsabilitat individual i col·lectiva davant el món en què vivim, això implica prendre consciència de qui som i on vivim. El següent valor és la llibertat, fomentant en els infants i joves la capacitat d'elecció basada en el respecte propi i cap a l'altre. Un altre valor és la confiança, creient en el canvi personal i social des de la proximitat i l'acompanyament en la seva etapa educativa. Per acabar, la coherència, implicant la reflexió, el treball col·lectiu, el consens, l'autocrítica i una comunicació transparent.